# Équipe d'Algérie de football en 2020
 (janvier 2024).
Si vous disposez d'ouvrages ou d'articles de référence ou si vous connaissez des sites web de qualité traitant du thème abordé ici, merci de compléter l'article en donnant les références utiles à sa vérifiabilité et en les liant à la section « Notes et références ».
Maillots
Actualités
En 2020, l'équipe d'Algérie de football participe aux qualifications à la CAN 2021.

## Déroulement de la saison

### Résumé de la saison
En raison de la Pandémie de Covid-19, les matchs prévus les premiers mois de l'année 2020 sont reportés. Ainsi, l'équipe nationale d’Algérie marque une absence de presque un an sur les terrains. Cependant, cette dernière fait son retour avec deux matches préparatoires dans le cadre des dates FIFA du mois d'octobre 2020 contre le Nigeria et le Mexique.

Le premier match a eu lieu le 9 octobre en Autriche à Wörthersee Stadion contre les Super Aigles et s'est terminé avec un score de (1-0) en faveur des Verts, où Ramy Bensebaini a inscrit l'unique but de la rencontre.

Quant au deuxième match, il s'est déroulé aux Pays-Bas au Stade Cars Jeans face au Mexique. Le score final était de deux buts partout. Jesús Corona a été le premier à marquer pour El Tricolor après une erreur défensif. Une minute après, les Verts égalise le score avec une belle frappe d'Ismaël Bennacer.

 En seconde période, les Fennecs sont revenus plus fort avec un deuxième but marqué par Riyad Mahrez. Le résultat est resté irrésolu jusqu'à la 87 ème minute où Diego Lainez a surpris la défense avec un but d'égalisation.
Les Guerriers du désert poursuivent les Qualifications à la Coupe d'Afrique 2021, où ils accueillent le 12 du mois de novembre,  en match aller, le Zimbabwe, au Stade du 5-Juillet-1962. La rencontre se termina par la victoire des verts (3-1). Un score réalisé par Baghdad Bounedjah, Sofiane Feghouli et Riyad Mahrez. Quant au match retour, il a eu lieu quatre jours plus tard au National Sports Stadium au Zimbabwe et s'est soldée par une égalité de 2 buts. Un score inscrit par Andy Delort et Riyad Mahrez. Et ainsi, l'équipe nationale clôture cette année avec une série de 22 matchs sans défaite.
Cette année 2020 voit les premières sélections de Farid Boulaya, Abdel Medioub, Mehdi Zerkane et Karim Aribi.

### Classement FIFA 2020
Le tableau ci-dessous présente les coefficients mensuels de l'équipe d'Algérie publiés par la FIFA durant l'année 2020.
| Mois | Janvier | Février | Mars | Avril | Mai | Juin | Juillet | Août | Septembre | Octobre | Novembre | Décembre |
| Rang | 35      | 35      | 35   | 35    | 35  | 35   | 35      | 35   | 35        | 30      | 31       | 31       |

### Classement de la CAF
Le tableau ci-dessous présente les coefficients mensuels de l'équipe d'Algérie dans la CAF publiés par la FIFA durant l'année 2020.
| Mois | Janvier | Février | Mars | Avril | Mai | Juin | Juillet | Août | Septembre | Octobre | Novembre | Décembre |
| Rang | 4       | 4       | 4    | 4     | 4   | 4    | 4       | 4    | 4         | 3       | 3        | 3        |

### Bilan
| Rang | Équipe  | Pts | J | G | N | P | Bp | Bc | Diff |
| ---- | ------- | --- | - | - | - | - | -- | -- | ---- |
| #    | Algérie | 8   | 4 | 2 | 2 | 0 | 8  | 5  | +3   |

## Joueurs et encadrement

### Appelés récemment
Les joueurs suivants ne font pas partie du dernier groupe appelé mais ont été retenus en équipe nationale lors des 12 derniers mois.
Les joueurs qui comportent le signe , sont blessés au moment de la dernière convocation, et qui comportent le signe RET sont retraité.
| Pos.       | Nom                | Date de Naissance | Sél. | Buts | Club                  | Dernier appel                 |
| ---------- | ------------------ | ----------------- | ---- | ---- | --------------------- | ----------------------------- |
| D          | Maxime Spano-Rahou | 31 octobre 1994   | 0    | 0    | Valenciennes FC       | vs Mexique, 13 octobre 2020   |
| D          | Abdel Medioub      | 28 août 1997      | 1    | 0    | CD Tondela            | vs Mexique, 13 octobre 2020   |
| D          | Mehdi Zeffane      | 19 mai 1992       | 15   | 0    | Krylia Sovetov Samara | vs Mexique, 13 octobre 2020   |
| D          | Mohamed Farès      | 15 février 1996   | 10   | 0    | Lazio Rome            | vs Zimbabwe, 12 novembre 2020 |
| D          | Youcef Atal        | 17 mai 1996       | 18   | 1    | OGC Nice              | vs Zimbabwe, 12 novembre 2020 |
| Milieux    |                    |                   |      |      |                       |                               |
| M          | Zinedine Ferhat    | 1er mars 1993     | 10   | 0    | Nîmes Olympique       | vs Mexique, 13 octobre 2020   |
| Attaquants |                    |                   |      |      |                       |                               |
| A          | Oussama Darfalou   | 29 septembre 1993 | 1    | 0    | Vitesse Arnhem        | vs Mexique, 13 octobre 2020   |

## Matchs[4]
| Date             | Stade, Ville, Pays                       | Adversaire | Score | Compétition | Buteurs algériens :                     | Classement Fifa |
| ---------------- | ---------------------------------------- | ---------- | ----- | ----------- | --------------------------------------- | --------------- |
| 9 octobre 2020   | Wörthersee Stadion Klagenfurt, Autriche  | Nigeria    | 0 - 1 | A           | Bensebaini 6e                           | 35e             |
| 13 octobre 2020  | Stade Cars Jeans La Haye, Pays-Bas       | Mexique    | 2 - 2 | A           | Bennacer 45e, Mahrez 67e                | 35e             |
| 12 novembre 2020 | Stade du 5-Juillet-1962 Alger, Algérie   | Zimbabwe   | 3 - 1 | QCAN 2021   | Bounedjah 31e, Feghouli 43e, Mahrez 67e | 30e             |
| 16 novembre 2020 | National Sports Stadium Harare, Zimbabwe | Zimbabwe   | 2 - 2 | QCAN 2021   | Delort 33e, Mahrez 38e                  | 30e             |

Légende:A : Match amical / QCAN 2021 : Qualifications à la Coupe d'Afrique des nations de football 2021

## Matchs Préparation
| Titulaires : |  |
| |  |
| 1 • Maduka Okoye · 5 • William Troost-Ekong 27e · 6 • Leon Balogun · 21 • Tyronne Ebuehi 67e · 12 • Zaidu Sanusi · 4 • Frank Onyeka 46e · 17 • Samuel Kalu 50e · 13 • Semi Ajayi 87e · 18 • Alex Iwobi 85e · 11 • Samuel Chukwueze 75e · 9 • Paul Onuachu 67e · |  |
| Remplaçants : |  |
| 10 • Mikel Agu 46e · 15 • Moses Simon 50e · 25 • Kevin Akpoguma 67e · 14 • Kelechi Iheanacho 67e · 7 • Ahmed Musa 75e · 19 • Samson Tijani 85e · |  |
| Sélectionneur : |  |
| Gernot Rohr |  |

| Titulaires : |  |
| |  |
| 16 • Alexandre Oukidja · 2 • Aïssa Mandi · 3 • Mehdi Tahrat 80e · 14 • Réda Halaïmia · 21 • Ramy Bensebaini 75e · 19 • Mehdi Abeid · 12 • Haris Belkebla · 8 • Farid Boulaya · 7 • Riyad Mahrez 72e · 20 • Saïd Benrahma 44e · 15 • Andy Delort · |  |
| Remplaçants : |  |
| 11 • Yacine Brahimi 72e · 6 • Mohamed Farès 75e · 5 • Abdel Medioub 80e · |  |
| Sélectionneur : |  |
| Djamel Belmadi |  |

| Titulaires : |  |
| |  |
| 1 • Maduka Okoye · 5 • William Troost-Ekong 27e · 6 • Leon Balogun · 21 • Tyronne Ebuehi 67e · 12 • Zaidu Sanusi · 4 • Frank Onyeka 46e · 17 • Samuel Kalu 50e · 13 • Semi Ajayi 87e · 18 • Alex Iwobi 85e · 11 • Samuel Chukwueze 75e · 9 • Paul Onuachu 67e · |  |
| Remplaçants : |  |
| 10 • Mikel Agu 46e · 15 • Moses Simon 50e · 25 • Kevin Akpoguma 67e · 14 • Kelechi Iheanacho 67e · 7 • Ahmed Musa 75e · 19 • Samson Tijani 85e · |  |
| Sélectionneur : |  |
| Gernot Rohr |  |

| Titulaires : |  |
| |  |
| 16 • Alexandre Oukidja · 2 • Aïssa Mandi · 3 • Mehdi Tahrat 80e · 14 • Réda Halaïmia · 21 • Ramy Bensebaini 75e · 19 • Mehdi Abeid · 12 • Haris Belkebla · 8 • Farid Boulaya · 7 • Riyad Mahrez 72e · 20 • Saïd Benrahma 44e · 15 • Andy Delort · |  |
| Remplaçants : |  |
| 11 • Yacine Brahimi 72e · 6 • Mohamed Farès 75e · 5 • Abdel Medioub 80e · |  |
| Sélectionneur : |  |
| Djamel Belmadi |  |

| Titulaires : |  |
| |  |
| 12 • Rodolfo Cota · 2 • Néstor Araujo 57e · 24 • Luis Romo 73e · 15 • Héctor Moreno 49e · 3 • Jorge Eduardo Sánchez · 23 • Jesús Gallardo · 16 • Héctor Herrera 24e · 6 • Jonathan dos Santos 28e 64e · 20 • Rodolfo Pizarro 64e · 17 • Jesús Manuel Corona · 9 • Raúl Jiménez · |  |
| Remplaçants : |  |
| 5 • Gilberto Sepúlveda 49e · 7 • Diego Lainez 64e · 18 • Andrés Guardado 64e · 10 • Alan Pulido 73e · |  |
| Sélectionneur : |  |
| Gerardo Martino |  |

| Titulaires : |  |
| |  |
| 23 • Raïs M'Bolhi · 2 • Aïssa Mandi · 3 • Mehdi Tahrat · 14 • Réda Halaïmia · 21 • Ramy Bensebaini 57e · 17 • Adlène Guedioura 56e · 22 • Ismaël Bennacer · 10 • Sofiane Feghouli 89e · 7 • Riyad Mahrez · 11 • Yacine Brahimi 89e · 9 • Baghdad Bounedjah 76e · |  |
| Remplaçants : |  |
| 15 • Andy Delort 76e · 12 • Haris Belkebla 89e · 20 • Saïd Benrahma 89e · |  |
| Sélectionneur : |  |
| Djamel Belmadi |  |

| Titulaires : |  |
| |  |
| 12 • Rodolfo Cota · 2 • Néstor Araujo 57e · 24 • Luis Romo 73e · 15 • Héctor Moreno 49e · 3 • Jorge Eduardo Sánchez · 23 • Jesús Gallardo · 16 • Héctor Herrera 24e · 6 • Jonathan dos Santos 28e 64e · 20 • Rodolfo Pizarro 64e · 17 • Jesús Manuel Corona · 9 • Raúl Jiménez · |  |
| Remplaçants : |  |
| 5 • Gilberto Sepúlveda 49e · 7 • Diego Lainez 64e · 18 • Andrés Guardado 64e · 10 • Alan Pulido 73e · |  |
| Sélectionneur : |  |
| Gerardo Martino |  |

| Titulaires : |  |
| |  |
| 23 • Raïs M'Bolhi · 2 • Aïssa Mandi · 3 • Mehdi Tahrat · 14 • Réda Halaïmia · 21 • Ramy Bensebaini 57e · 17 • Adlène Guedioura 56e · 22 • Ismaël Bennacer · 10 • Sofiane Feghouli 89e · 7 • Riyad Mahrez · 11 • Yacine Brahimi 89e · 9 • Baghdad Bounedjah 76e · |  |
| Remplaçants : |  |
| 15 • Andy Delort 76e · 12 • Haris Belkebla 89e · 20 • Saïd Benrahma 89e · |  |
| Sélectionneur : |  |
| Djamel Belmadi |  |

## Qualifications à la Coupe d'Afrique 2021
| Titulaires : |  |
| |  |
| 23 • Raïs M'Bolhi · 2 • Aïssa Mandi · 3 • Mehdi Tahrat 71e · 5 • Réda Halaïmia · 21 • Ramy Bensebaini · 19 • Mehdi Abeid 84e · 22 • Ismaël Bennacer · 10 • Sofiane Feghouli 76e · 7 • Riyad Mahrez 71e · 11 • Yacine Brahimi · 9 • Baghdad Bounedjah 76e · |  |
| Remplaçants : |  |
| 12 • Adam Ounas 71e · 4 • Djamel Benlamri 71e · 13 • Mehdi Zerkane 76e · 18 • Karim Aribi 76e · 17 • Adlène Guedioura 84e · |  |
| Sélectionneur : |  |
| Djamel Belmadi |  |

| Titulaires : |  |
| |  |
| 1 • Elvis Chipezeze 46e · 3 • Jordan Zemura 70e · 5 • Divine Lunga · 15 • Teenage Hadebe · 2 • Tendayi Darikwa · 18 • Marvelous Nakamba · 6 • Alec Mudimu 24e · 17 • Knowledge Musona 78e · 10 • Ovidy Karuru 75e · 14 • Tino Kadewere · 11 • Khama Billiat 75e · |  |
| Remplaçants : |  |
| 23 • Talbert Shumba 46e · 16 • Kudakwashe Mahachi 70e · 21 • David Moyo 75e · 8 • Tafadzwa Rusike 75e · |  |
| Sélectionneur : |  |
| Zdravko Logarušic |  |

| Titulaires : |  |
| |  |
| 23 • Raïs M'Bolhi · 2 • Aïssa Mandi · 3 • Mehdi Tahrat 71e · 5 • Réda Halaïmia · 21 • Ramy Bensebaini · 19 • Mehdi Abeid 84e · 22 • Ismaël Bennacer · 10 • Sofiane Feghouli 76e · 7 • Riyad Mahrez 71e · 11 • Yacine Brahimi · 9 • Baghdad Bounedjah 76e · |  |
| Remplaçants : |  |
| 12 • Adam Ounas 71e · 4 • Djamel Benlamri 71e · 13 • Mehdi Zerkane 76e · 18 • Karim Aribi 76e · 17 • Adlène Guedioura 84e · |  |
| Sélectionneur : |  |
| Djamel Belmadi |  |

| Titulaires : |  |
| |  |
| 1 • Elvis Chipezeze 46e · 3 • Jordan Zemura 70e · 5 • Divine Lunga · 15 • Teenage Hadebe · 2 • Tendayi Darikwa · 18 • Marvelous Nakamba · 6 • Alec Mudimu 24e · 17 • Knowledge Musona 78e · 10 • Ovidy Karuru 75e · 14 • Tino Kadewere · 11 • Khama Billiat 75e · |  |
| Remplaçants : |  |
| 23 • Talbert Shumba 46e · 16 • Kudakwashe Mahachi 70e · 21 • David Moyo 75e · 8 • Tafadzwa Rusike 75e · |  |
| Sélectionneur : |  |
| Zdravko Logarušic |  |

| Titulaires : |  |
| |  |
| 23 • Talbert Shumba · 20 • Jimmy Dzingai · 15 • Teenage Hadebe 64e · 2 • Tendayi Darikwa 81e · 4 • Adam Chicksen 46e 19e · 18 • Marvelous Nakamba · 3 • Jordan Zemura 46e · 8 • Tafadzwa Rusike 46e 28e · 21 • David Moyo 46e · 14 • Tino Kadewere · 17 • Knowledge Musona · |  |
| Remplaçants : |  |
| 11 • Khama Billiat 46e · 10 • Ovidy Karuru 46e · 5 • Divine Lunga 46e · 16 • Kudakwashe Mahachi 46e · 13 • Prince Dube 81e · |  |
| Sélectionneur : |  |
| Zdravko Logarušic |  |

| Titulaires : |  |
| |  |
| 23 • Raïs M'Bolhi · 2 • Aïssa Mandi · 4 • Djamel Benlamri 41e · 5 • Réda Halaïmia · 21 • Ramy Bensebaini 91e · 17 • Adlène Guedioura · 22 • Ismaël Bennacer 79e · 10 • Sofiane Feghouli 68e · 7 • Riyad Mahrez 80e · 20 • Saïd Benrahma 73e · 15 • Andy Delort 68e · |  |
| Remplaçants : |  |
| 14 • Haris Belkebla 68e · 9 • Baghdad Bounedjah 68e 87e · 11 • Yacine Brahimi 73e · 19 • Mehdi Abeid 79e · 12 • Adam Ounas 80e · |  |
| Sélectionneur : |  |
| Djamel Belmadi |  |

| Titulaires : |  |
| |  |
| 23 • Talbert Shumba · 20 • Jimmy Dzingai · 15 • Teenage Hadebe 64e · 2 • Tendayi Darikwa 81e · 4 • Adam Chicksen 46e 19e · 18 • Marvelous Nakamba · 3 • Jordan Zemura 46e · 8 • Tafadzwa Rusike 46e 28e · 21 • David Moyo 46e · 14 • Tino Kadewere · 17 • Knowledge Musona · |  |
| Remplaçants : |  |
| 11 • Khama Billiat 46e · 10 • Ovidy Karuru 46e · 5 • Divine Lunga 46e · 16 • Kudakwashe Mahachi 46e · 13 • Prince Dube 81e · |  |
| Sélectionneur : |  |
| Zdravko Logarušic |  |

| Titulaires : |  |
| |  |
| 23 • Raïs M'Bolhi · 2 • Aïssa Mandi · 4 • Djamel Benlamri 41e · 5 • Réda Halaïmia · 21 • Ramy Bensebaini 91e · 17 • Adlène Guedioura · 22 • Ismaël Bennacer 79e · 10 • Sofiane Feghouli 68e · 7 • Riyad Mahrez 80e · 20 • Saïd Benrahma 73e · 15 • Andy Delort 68e · |  |
| Remplaçants : |  |
| 14 • Haris Belkebla 68e · 9 • Baghdad Bounedjah 68e 87e · 11 • Yacine Brahimi 73e · 19 • Mehdi Abeid 79e · 12 • Adam Ounas 80e · |  |
| Sélectionneur : |  |
| Djamel Belmadi |  |

## Statistiques

### Temps de jeu des joueurs
| Joueurs                                     |                 |                 |                 |                 |
| Gardiens de but                             | Gardiens de but | Gardiens de but | Gardiens de but | Gardiens de but |
| ------------------------------------------- | --------------- | --------------- | --------------- | --------------- |
| Alexandre Oukidja (FC Metz)                 | 90              |                 |                 |                 |
| Raïs M'Bolhi (Ettifaq FC)                   |                 | 90              | 90              | 90              |
| Défenseurs                                  |                 |                 |                 |                 |
| Aïssa Mandi (Betis Séville)                 | 90              | 90              | 90              | 90              |
| Mehdi Tahrat (Abha Club)                    | 80              | 90              | 71              |                 |
| Ramy Bensebaini (Borussia M’gladbach)       | 75              | 90              | 90              | 90              |
| Réda Halaïmia (Beerschot VA)                | 90              | 90              | 90              | 90              |
| Mohamed Farès (Lazio Rome)                  | 15              |                 |                 |                 |
| Abdel Medioub (CD Tondela)                  | 10              |                 |                 |                 |
| Djamel Benlamri (Olympique lyonnais)        |                 |                 | 19              | 90              |
| Milieux de terrain                          |                 |                 |                 |                 |
| Mehdi Abeid (FC Nantes)                     | 90              |                 | 84              | 11              |
| Haris Belkebla (Stade brestois)             | 90              | 1               |                 | 22              |
| Farid Boulaya (FC Metz)                     | 90              |                 |                 |                 |
| Saïd Benrahma (Brentford) (West Ham United) | 90              | 1               |                 | 73              |
| Riyad Mahrez (Manchester City)              | 72              | 90              | 71              | 80              |
| Yacine Brahimi (Al-Rayyan SC)               | 18              | 89              | 90              | 17              |
| Adlène Guedioura (Al-Gharafa SC)            |                 | 56              | 6               | 90              |
| Ismaël Bennacer (AC Milan)                  |                 | 90              | 90              | 79              |
| Sofiane Feghouli (Galatasaray SK)           |                 | 89              | 76              | 68              |
| Adam Ounas (Cagliari Calcio)                |                 |                 | 19              | 10              |
| Mehdi Zerkane (Girondins de Bordeaux)       |                 |                 | 14              |                 |
| Attaquants                                  |                 |                 |                 |                 |
| Andy Delort (Montpellier HSC)               | 90              | 14              |                 | 68              |
| Baghdad Bounedjah (Al Sadd SC)              |                 | 76              | 76              | 22              |
| Karim Aribi (Nîmes Olympique)               |                 |                 | 14              |                 |

- Les nombres présents dans chaque case de la matrice représentent le nombre de minutes jouées par le joueur lors de ce match.

### Buteurs
3 buts    
- Riyad Mahrez ( Mexique) ( Zimbabwe) ( Zimbabwe)

1 but  
- Ramy Bensebaini ( Nigeria)
- Ismaël Bennacer ( Mexique)
- Baghdad Bounedjah ( Zimbabwe)
- Sofiane Feghouli ( Zimbabwe)
- Andy Delort ( Zimbabwe)

### Passeurs décisifs
1 passe 
- Andy Delort
  -  Nigeria : à Ramy Bensebaini
- Sofiane Feghouli
  -  Mexique : à Ismaël Bennacer
- Ramy Bensebaini
  -  Mexique : à Riyad Mahrez
- Riyad Mahrez
  -  Zimbabwe : à Sofiane Feghouli
- Réda Halaïmia
  -  Zimbabwe : à Andy Delort
- Saïd Benrahma
  -  Zimbabwe : à Riyad Mahrez

### Cartons jaunes
2 cartons jaunes  
- Ramy Bensebaini (57e  Mexique) (90+1e  Zimbabwe)

1 carton jaune 
- Saïd Benrahma (44e  Nigeria)
- Adlène Guedioura (26e  Mexique)
- Djamel Benlamri (41e  Zimbabwe)
- Baghdad Bounedjah (87e  Zimbabwe)

### Cartons rouges
1 carton rouge 
- Adlène Guedioura (56e  Mexique)

## Maillot
L'équipe d'Algérie porte en 2020 un maillot confectionné par l'équipementier Adidas.
| Couleurs | Blanc et vert |           |           |           |           |            |
| Marque   | Adidas        |           |           |           |           |            |
| Domicile | Domicile 2    | Extérieur | Gardien 1 | Gardien 2 | Gardien I | Gardien II |

## Aspects socio-économiques

### Audiences télévisuelles
| Jour de diffusion | Match              | Compétition                              | Diffuseur        |
| ----------------- | ------------------ | ---------------------------------------- | ---------------- |
| 9 octobre 2020    | Nigeria – Algérie  | Amical                                   | ENTV             |
| 13 octobre 2020   | Algérie – Mexique  | Amical                                   | ENTV             |
| 12 novembre 2020  | Algérie – Zimbabwe | Qualifications à la Coupe d'Afrique 2021 | ENTV BeIn Sports |
| 16 novembre 2020  | Zimbabwe – Algérie | Qualifications à la Coupe d'Afrique 2021 | BeIn Sports      |